# ミネソタ無頼
『ミネソタ無頼』（ミネソタぶらい、原題：Minnesota Clay）は、1964年制作のマカロニ・ウェスタン。セルジオ・コルブッチ監督。

## あらすじ
19世紀末、アメリカ西部の刑務所から1人の男が脱獄した。彼＝ミネソタ・クレイは名うての早撃ちガンマンであったが、無実の罪で投獄され、実に18年もの間獄中にいたため重い眼病にかかって視力は日に日に弱り、最早失明寸前であった。クレイは失明する前に、自分の無罪を証明できる仲間フォックスに探しあてて自分の無罪を証明してもらい、冤罪を晴らそうと考えていた。
だが、生まれ故郷の町メサにたどり着いたクレイはそこで衝撃の事実を知る。真犯人はほかならぬフォックスだったのだ。フォックスはクレイの恋人エリザベスに横恋募し、クレイに濡れ衣を着せて刑務所送りにしたうえ、反抗したエリザベスを殺したのだ。
さらにフォックスは保安官となって、メサの実権を握っていた。クレイはフォックスへの復讐を誓い、単身闘いを挑む。

## キャスト
※括弧内は日本語吹替（テレビ版）
- ミネソタ・クレイ：キャメロン・ミッチェル（森山周一郎）
- フォックス：ジョルジュ・リヴィエール（寺島幹夫）
- エステラ：エセル・ロホ（富田千代美）
- オルティス：フェルナンド・サンチョ（塩見竜介）
- ナンシー：ダイアナ・マーティン
- アンディ：アンソニー・ロス
- ジョナサン：アントニオ・カサス
- ジョー・カメル
- フリオ・ペーニャ
- ホセ・マヌエル・マルティン